# Oberirsen
Oberirsen é um município localizada no distrito de Altenkirchen, na associação municipal de Verbandsgemeinde Altenkirchen, no estado da Renânia-Palatinado.

## População da Cidade
| - 1815 – 258 - 1835 – 352 - 1871 – 481 - 1905 – 531 - 1939 – 474 - 1950 – 503 | - 1961 – 504 - 1965 – 523 - 1970 – 509 - 1975 – 513 - 1980 – 574 - 1985 – 572 | - 1987 – 567 - 1990 – 611 - 1995 – 675 - 2000 – 674 - 2005 – 672 |